# Definitio per idem
Визначення через те саме (лат. Definitio per idem) — логічна хиба, означає більш вузьке за значенням поняття, ніж «idem per idem», і, на відміну від останнього, не стосується доведень. Помилка обумовлена тим, що при формулюванні певного поняття непомітно впроваджується теж саме положення, але іншими словами. Її можна також назвати «малим колом у доведенні». Це прихована тавтологія.